# 長征3号
長征3号（中: 长征三号、英: Long March 3, Chang Zheng 3、略: CZ-3、LM-3）は、中華人民共和国の衛星打ち上げロケット。三段式ロケットで、1984年に打ち上げられた長征3号を筆頭に、2023年現在も派生型の運用が続いている。

## 長征3号
1984年1月29日に初打ち上げ。主にDFH-2クラスの通信衛星を静止トランスファ軌道に投入することに用いられた。長征3号は第3段に信用性の問題を抱えており、上段の点火に二度失敗した。2000年の打ち上げを最後に退役済みで、第3段を改良した、より強力なロケット長征3号Aにその役割を譲っている。
- 全長        =  43.25m[1]
- 直径      =  3.35m[1]
- 総質量          =  204000kg[1]
- 段数        =  3
- 打ち上げ数     =  14
- 成功数    =  11
- 使用期間         = 1984年1月29日 - 2000年6月25日
- 低軌道 =5000 kg[2]
- 静止移行軌道     =1340 kg [2]

## 長征3号A
長征3号A（长征三号甲火箭）はCZ-3AやLM-3Aの名でも知られる中国の衛星軌道用運搬ロケットである。3段式で、通常は通信衛星や北斗測位衛星を静止遷移軌道に投入するために用いられる。4基の液体燃料ブースターを備える大容量版である長征3号Bの基幹部分を構成する。
打ち上げ
長征3号Aロケットは西昌衛星発射センターの2エリアと3エリアから打ち上げられる。初打ち上げは1994年2月8日だった。2007年10月24日には、長征3号Aが中国初の月探査機嫦娥1号を打ち上げた。長征3号Aは2018年7月時点まで27回打ち上げを行っている。
技術データ
長征3Aは長征3と長征2Cを元に開発された3段ロケットである。その第3段は低温燃料（液体酸素および液体水素）により推進される。またそれは人工衛星のGTO打ち上げ専用である。GTO用途における打ち上げ能力は2,600 kgである。そのフェアリングの固定外殻は直径にして3 mである。

## 長征3号B

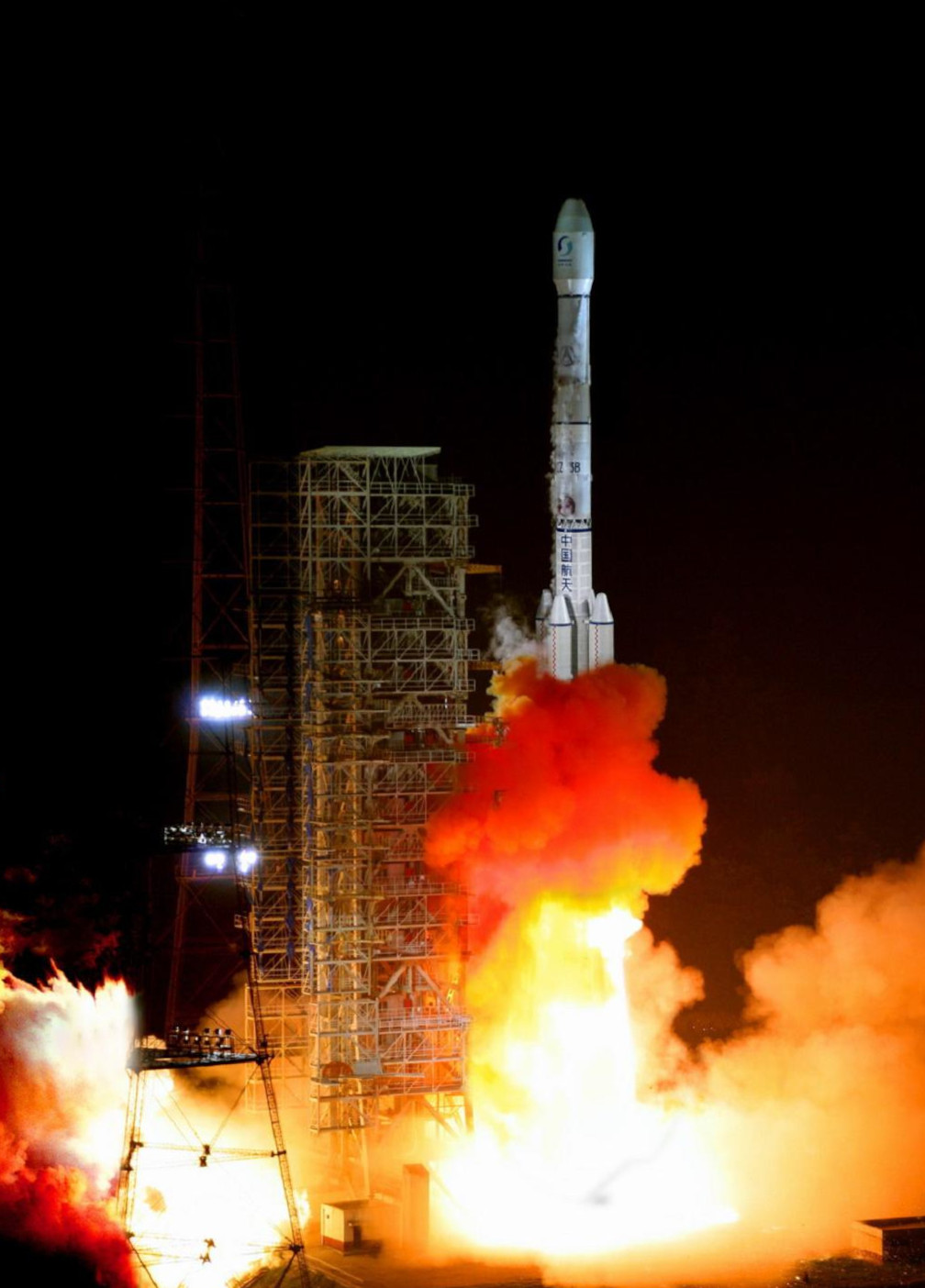
長征3号B

長征3号B（长征三号乙运载火箭）はCZ-3BやLM-3Bの名でも知られる中国の衛星軌道運搬ロケットである。西昌衛星発射センターのエリア2から打ち上げられる。長征3Aをコアステージとして4本の液体ブースターをその周りに取り付けたものをベースとする3段式ロケットであり、長征3シリーズで最重量の構成である。全長は54.84mで、コア部の直径は3.35m、低軌道への打ち上げ能力は11,200 kgで、GTOへの打ち上げ能力は5,100 kgである。静止軌道に通信衛星を投入するために主力的に用いられる。導入された当時は、ロシアのプロトンロケットに次いで、世界でも2番目に打ち上げ能力を持つ使い捨て型ロケットだった。強化型である長征3B/Eは、GTO打ち上げ能力の増加およびより重い通信衛星をGEOに運ぶために開発された。2023年8月時点で91回打ち上げられている（長征3B/Eを含む）。
歴史
1986年、国際的な静止軌道通信衛星、特に高出力で重い衛星の市場における需要に直面し、それまでの長征ロケットの技術を基盤にして長征3Bの開発が始まった。1996年2月14日の初飛行のとき、ロケットは飛行前2秒に誘導の失敗を被りピッチオーバーし、打ち上げ後22秒で近隣の村に墜落した。インテルサット708衛星は失われ、多数の村人が死亡した。その初打ち上げの後、続く10回の長征3Bと3B/Eロケットの打ち上げは成功した。2009年に長征3Bが第3段の異常で打ち上げに部分失敗し、パラパDを計画より低い軌道に投入した。しかしながら衛星は自身の軌道変換により予定の軌道に到達できた。
長征3号B/E
長征3B/E (Enhanced) は長征3Bの打上げ能力強化形で、第一段と液体ブースターの長さを延長している。これによりGTOへの打上げ能力が5,500 kgまで強化された。初打ち上げは2007年5月13日で、このときアフリカ初の静止衛星であるNigComSat-1を成功裏に打ち上げた。また2008年のヴェネサット-1の打ち上げにも使われた。
嫦娥3号の打上げではさらに以下のような様々な改良が加えられた。誘導機器に従来のレーザジャイロ2台に加えて衛星航法信号を追加。Rocketcamを搭載し、このシリーズとして初めて分離イベントなどの飛行中の映像を生中継。エンジンと制御システムの信頼性を93.8%から94.2%へ向上。月遷移軌道への投入能力を3750kgから3780kgへと30kg強化。ロンチウインドウを拡げられるようにするためにソフトウエアコードのリアルタイムでのアップロード機能を追加、また3段の加圧システムを改良。

## 長征3号C
長征3号C（长征三号丙运载火箭）はCZ-3CやLM-3Cの名でも知られる中国の衛星軌道運搬ロケットである。西昌衛星発射センターの射点2から打ち上げられる。長征3ロケットシリーズの一員で、2つの取付型液体ロケットブースターを備えた3段式ロケットであり、長征3号Bから派生された。長征3Aと3Bの間の積載容量の差を埋めるよう設計された。
打ち上げ
初回打ち上げは2008年4月25日15:35 (GMT) に行われた。最初の打ち上げ積載は天鏈1号データ中継通信衛星だった。2回目に運ばれたCompass-G2測位衛星は、2009年4月25日に運用された。3度目の打ち上げは2010年1月16日に、Compass-G1衛星を載せて行われた。Compass-G3測位衛星を運ぶ4回目は2010年7月2日に打ち上げられた。